# Callitriche bolusii
Callitriche bolusii là một loài thực vật có hoa trong họ Mã đề. Loài này được Schönland & Pax ex Marloth mô tả khoa học đầu tiên năm 1925.